# (3342) Fivesparks
(3342) Fivesparks est un astéroïde de la ceinture principale.

## Description
(3342) Fivesparks est un astéroïde de la ceinture principale. Il fut découvert le 27 janvier 1982 à Harvard par l'Observatoire Oak Ridge. Il présente une orbite caractérisée par un demi-grand axe de 3,14 UA, une excentricité de 0,08 et une inclinaison de 6,2° par rapport à l'écliptique.

## Compléments